# Kommissariat
Als Kommissariat werden Dienststellen der Polizei bezeichnet, welchen in verschiedenen Staaten sowie deutschen Bundesländern unterschiedliche Aufgaben zugewiesen sind. Während in Deutschland insbesondere Dienststellen der Kriminalpolizei Kommissariate genannt werden, heißen in Österreich die Außenstellen der Landespolizeidirektionen Polizeikommissariate.

## Kommissariate in Deutschland
In der Mehrzahl der deutschen Landespolizeien sind Kommissariate (K) Dienststellen der Kriminalpolizei. Sie bearbeiten die nach dem Geschäftsverteilungsplan bestimmten Fälle von leichter und mittlerer bis zur schweren Kriminalität durch Innen- und Außendienst. Kommissariatsleiter (KL) ist in der Regel ein Beamter des gehobenen Dienstes.
In Baden-Württemberg existieren bei der Kriminalpolizei hingegen keine Dienststellen. Stattdessen ist die Kriminalpolizei der jeweiligen Polizeidirektion angegliedert.
Der Verwaltungsüberbau kann aus einer Kriminalpolizeiinspektion (KPI), einem Dezernat und einer Polizeidirektion bzw. Kriminalpolizeidirektion bestehen. Einige Kommissariate außerhalb der Ballungsräume verrichten auch rund um die Uhr Streifendienst. Kommissariate können aus fünf bis 20 Polizeivollzugsbeamten zuzüglich Angestellten bestehen. Das Personal von Sonderkommissionen (SoKo) wird in der Regel aus Mitgliedern von Kommissariaten rekrutiert.
Darüber hinaus werden in einigen Bundesländern Dienststellen der Schutzpolizei oder integrierte Dienststellen der Schutz- und Kriminalpolizei (z. B. Niedersachsen, Hamburg) Polizeikommissariate genannt.